# 9842 Funakoshi
9842 Funakoshi este un asteroid din centura principală de asteroizi.

## Descriere
9842 Funakoshi este un asteroid din centura principală de asteroizi. A fost descoperit pe 15 ianuarie 1989 la Kitami de Kin Endate și Kazuro Watanabe. Asteroidul prezintă o orbită caracterizată de o semiaxă mare de 2,25 ua, o excentricitate de 0,09 și o înclinație de 2,9° în raport cu ecliptica.